# Djupsjösjön
Djupsjösjön är en sjö i Örnsköldsviks kommun i Ångermanland och ingår i Moälvens huvudavrinningsområde. Sjön är 22 meter djup, har en yta på 0,743 kvadratkilometer och är belägen 247,1 meter över havet. Sjön avvattnas av vattendraget Forsån. Vid provfiske har abborre, lake, ruda och öring fångats i sjön.

## Delavrinningsområde
Djupsjösjön ingår i det delavrinningsområde (704136-163438) som SMHI kallar för Inloppet i Forssjön. Medelhöjden är 246 meter över havet och ytan är 11,36 kvadratkilometer. Det finns inga avrinningsområden uppströms utan avrinningsområdet är högsta punkten. Forsån som avvattnar avrinningsområdet har biflödesordning 2, vilket innebär att vattnet flödar genom totalt 2 vattendrag innan det når havet efter 44 kilometer. Avrinningsområdet består mestadels av skog (79 procent). Avrinningsområdet har 1,06 kvadratkilometer vattenytor vilket ger det en sjöprocent på 9,4 procent.